# Tournefeuille (ruisseau)
Pour les articles homonymes, voir Tournefeuille.
Le Tournefeuille est un ruisseau français, affluent de la Dordogne, qui coule dans les départements du Lot et de la Dordogne.

## Géographie
Le Tournefeuille prend sa source dans le Lot vers 225 mètres d'altitude, sur la commune de Payrac, deux kilomètres au sud du bourg.
Il arrose Lamothe-Fénelon, puis reçoit en rive droite le ruisseau des Ardailloux. Il conflue avec la Dordogne en rive gauche, trois kilomètres au nord-ouest de Nadaillac-de-Rouge.
Les trois derniers kilomètres de son cours marquent la limite entre le Lot (communes de Nadaillac-de-Rouge et du Roc) et la Dordogne (commune de Saint-Julien-de-Lampon).
Outre le ruisseau des Ardailloux (6,2 km) déjà cité, le Tournefeuille possède un autre affluent, le ruisseau la Ribeyronne (2,8 km) en rive gauche.

## À voir
- L'église Saint-Sixte de Lamothe-Fénelon